# Lista de vice-governadores de Santa Catarina
Esta é uma lista de vice-governadores do estado de Santa Catarina no pós-Estado Novo.
| Ordem | Lista de vice-governadores de Santa Catarina | Início do seu mandato | Fim do seu mandato     | Cidade onde nasceu | Unidade federativa | Notas de rodapé                  | Referências          |
| 01    | José de Miranda Ramos                        | 31 de janeiro de 1956 | 5 de agosto de 1956    | Lapa               | Paraná             | [ nota 2 ] [ nota 3 ]            | [ 2 ]                |
| 02    | Heriberto Hülse                              | 5 de agosto de 1956   | 16 de junho de 1958    | Tubarão            | Santa Catarina     | [ nota 2 ] [ nota 3 ] [ nota 4 ] |                      |
| 03    | Armindo Marcílio Doutel de Andrade           | 31 de janeiro de 1961 | 31 de janeiro de 1966  | Rio de Janeiro     | Rio de Janeiro     | [ nota 2 ]                       | [ 3 ]                |
| 04    | Francisco Roberto Dall'Igna                  | 31 de janeiro de 1966 | 19 de julho de 1966    | [ nota 5 ]         | Rio Grande do Sul  | [ nota 6 ] [ nota 7 ]            | [ 4 ] [ 5 ]          |
| 05    | Jorge Konder Bornhausen                      | 9 de março de 1967    | 15 de março de 1971    | Rio de Janeiro     | Rio de Janeiro     | [ nota 8 ]                       | [ 6 ] [ 7 ] [ 8 ]    |
| 06    | Atílio Francisco Xavier Fontana              | 15 de março de 1971   | 15 de março de 1975    | Santa Maria        | Rio Grande do Sul  | [ nota 9 ]                       | [ 9 ] [ 10 ]         |
| 07    | Marcos Henrique Büechler                     | 15 de março de 1975   | 15 de março de 1979    | Florianópolis      | Santa Catarina     |                                  |                      |
| 08    | Henrique Hélion Velho de Córdova             | 15 de março de 1979   | 14 de maio de 1982     | São Joaquim        | Santa Catarina     | [ nota 10 ]                      | [ 11 ]               |
| 09    | Victor Fontana                               | 15 de março de 1983   | 31 de janeiro de 1987  | Santa Maria        | Rio Grande do Sul  | [ nota 11 ]                      | [ 12 ] [ 13 ]        |
| 10    | Casildo João Maldaner                        | 15 de março de 1987   | 22 de janeiro de 1990  | Carazinho          | Rio Grande do Sul  | [ nota 13 ]                      | [ 14 ] [ 15 ]        |
| 11    | Antônio Carlos Konder Reis                   | 15 de março de 1991   | 2 de abril de 1994     | Itajaí             | Santa Catarina     | [ nota 10 ]                      | [ 16 ] [ 17 ] [ 18 ] |
| 12    | José Augusto Hülse                           | 1º de janeiro de 1995 | 1º de janeiro de 1999  | Tubarão            | Santa Catarina     |                                  |                      |
| 13    | Paulo Roberto Bauer                          | 1º de janeiro de 1999 | 31 de dezembro de 2002 | Blumenau           | Santa Catarina     |                                  | [ 19 ] [ 20 ]        |
| 14    | Eduardo Pinho Moreira                        | 1º de janeiro de 2003 | 9 de abril de 2006     | Laguna             | Santa Catarina     | [ nota 14 ]                      |                      |
| 15    | Leonel Arcângelo Pavan                       | 1º de janeiro de 2007 | 25 de março de 2010    | Sarandi            | Rio Grande do Sul  | [ nota 15 ] [ nota 10 ]          | [ 21 ]               |
| 16    | Eduardo Pinho Moreira                        | 1º de janeiro de 2011 | 1º de janeiro de 2015  | Laguna             | Santa Catarina     |                                  | [ 22 ]               |
| 16    | Eduardo Pinho Moreira                        | 1º de janeiro de 2015 | 5 de abril de 2018     | Laguna             | Santa Catarina     | [ nota 10 ] [ nota 16 ]          | [ 23 ]               |
| 17    | Daniela Cristina Reinehr                     | 1º de janeiro de 2019 | 1º de janeiro de 2023  | Maravilha          | Santa Catarina     |                                  | [ 24 ]               |
| 18    | Marilisa Boehm                               | 1º de janeiro de 2023 | em exercício           | Joinville          | Santa Catarina     |                                  |                      |

Legenda
| Cor     | Significado                                                                                 |
| Verde   | Mandatários eleitos por votação direta ou indireta (por escolha da Assembleia Legislativa). |
| Amarelo | Mandatários eleitos indiretamente segundo as regras do Regime Militar de 1964.              |